# Milan Sýkora
Milan Sýkora (* 1975, Most) je český archeolog a kastelolog, který se zabývá především hrady husitského období a středověkou hmotnou kulturou. Od roku 1996 působí na Ústavu archeologické památkové péče severozápadních Čech v Mostě, kde byl nejprve zaměstnán jako terénní technik a později jako archeolog. V roce 2013 dokončil studium archeologie na Filozofické fakultě Univerzity Karlovy v Praze. Je autorem četných výstav, článků a monografií o hradech na území severních Čech, které často doplňuje jím vytvořenými trojrozměrnými modely daných objektů. Podílí se na mezinárodním česko-saském projektu ArcheoMontan, mapujícím hornické aktivity v Krušnohoří. Rovněž je popularizátorem archeologie a kastelologie, pořádá přednášky pro veřejnost a vystupuje v pořadu Historie v terénu – Litvínovsko.

## Výběrová bibliografie
- In: KULJAVCEVA HLAVOVÁ, Jana; KOTYZA, Oldřich; SÝKORA, Milan. Hrady českého severozápadu. Most: Ústav archeologické památkové péče severozápadních Čech, 2012. ISBN 978-80-86531-10-6.
- Pyšná sídla mocných. Příprava vydání Ivan Lehký, Milan Sýkora. Most: Ústav archeologické památkové péče severozápadních Čech, 2014. 202 s. ISBN 978-80-86531-14-4.
- Oltářík. Hrad Jakoubka z Vřesovic. Příprava vydání Ivan Lehký, Milan Sýkora. Most: Ústav archeologické památkové péče severozápadních Čech, 2015. 134 s. ISBN 978-80-86531-14-4.
- Kalich a Panna. Hrady Jana Žižky. Příprava vydání Ivan Lehký, Milan Sýkora. Most: Ústav archeologické památkové péče severozápadních Čech, 2017. 316 s. ISBN 978-80-86531-17-5.